# Lac Chamcook
Le lac Chamcook (Chamcook Lake en anglais) est un lac situé dans le comté de Charlotte, au Sud-Ouest du Nouveau-Brunswick (Canada). Il est bordé à l'Est par le DSL de Chamcook et à l'Ouest par le DSL de la paroisse de Sainte-Croix. Le lac se trouve à une trentaine de mètres d'altitude. Il mesure environ 3,4 kilomètres de long par 1,7 km de large. Ses deux plus grandes îles sont l'île Odell et le rocher Big. Il compte plusieurs sources, dont le Petit lac Chamcook, qui lui est relié par un ruisseau long d'environ 100 mètres. Son émissaire est le ruisseau Chamcook, qui se déverse au Sud-Est dans le havre de Chamcook puis dans la baie de Passamaquoddy. Selon William Francis Ganong, le toponyme Chamcook serait dérivé des mots malécite-passamaquoddy K'tchum'cook ou Shamcook.